# Staška
Staška je žensko osebno ime.

## Izvor imena
Ime Staška je različica ženskega osebnega imena Staša.

## Pogostost imena
Po podatkih Statističnega urada Republike Slovenije je bilo na dan 31. decembra 2007 v Sloveniji število ženskih oseb z imenom Staška: 11.

## Osebni praznik
Osebe z imenom Staška lahko godujejo takrat kot osebe z imenom Saša.